# Dezember 1998
Portal Geschichte | Portal Biografien | Aktuelle Ereignisse | Jahreskalender | Tagesartikel

◄ |
19. Jahrhundert |
20. Jahrhundert
| 21. Jahrhundert

◄ |
1960er |
1970er |
1980er |
1990er
| 2000er | 2010er | 2020er | ►

◄ |
1994 |
1995 |
1996 |
1997 |
1998
| 1999 | 2000 | 2001 | 2002 | ►

◄ |
September 1998 |
Oktober 1998 |
November 1998 |
Dezember 1998 |
Januar 1999 |
Februar 1999 |
März 1999 |
►
Dieser Artikel behandelt tagesbezogene Nachrichten und Ereignisse im Dezember 1998.

## Tagesgeschehen

### Dienstag, 1. Dezember 1998
- Irving/Vereinigte Staaten: Die Mineralölkonzerne Exxon und Mobil Oil unterzeichnen ein Abkommen zur Fusion der beiden Unternehmen.[1]
- Tokio/Japan: Real Madrid aus Spanien gewinnt das Spiel um den Fußball-Weltpokal für Vereinsmannschaften mit 2:1 gegen den CR Vasco da Gama aus Brasilien.[2]

### Donnerstag, 3. Dezember 1998
- Frankfurt am Main/Deutschland: Wenige Wochen vor dem Einsetzen der Dritten Stufe der Europäischen Wirtschafts- und Währungsunion, mit der die realen Wechselkurse der neuen Währung Euro zu den Währungen von elf Ländern festgelegt werden, senken die Notenbanken dieser elf Länder ihre Leitzinssätze. Bundesbank-Präsident Hans Tietmeyer kommentiert die Aktion als „Vertrauensbeweis für den Euro“. Die Zuständigkeit für den Euro wird bei der Europäischen Zentralbank liegen und die Bundesbank an Bedeutung verlieren.[3]

### Freitag, 4. Dezember 1998
- Wien/Österreich: Das Gesetz über die Rückgabe von Kunstgegenständen aus den Österreichischen Bundesmuseen und Sammlungen, kurz Kunstrückgabegesetz, tritt in Kraft. Es regelt den Umgang mit Werken, die in der Zeit des Nationalsozialismus entzogen oder illegal verkauft wurden.[4]

### Samstag, 5. Dezember 1998
- Fort Lauderdale/Vereinigte Staaten: Der Verein D.C. United aus der US-amerikanischen Hauptstadt Washington gewinnt gegen CR Vasco da Gama aus Rio de Janeiro in Brasilien mit einem 2:0-Sieg im Rückspiel die letzte Ausspielung der Copa Interamericana im Fußball.[5]

### Sonntag, 6. Dezember 1998

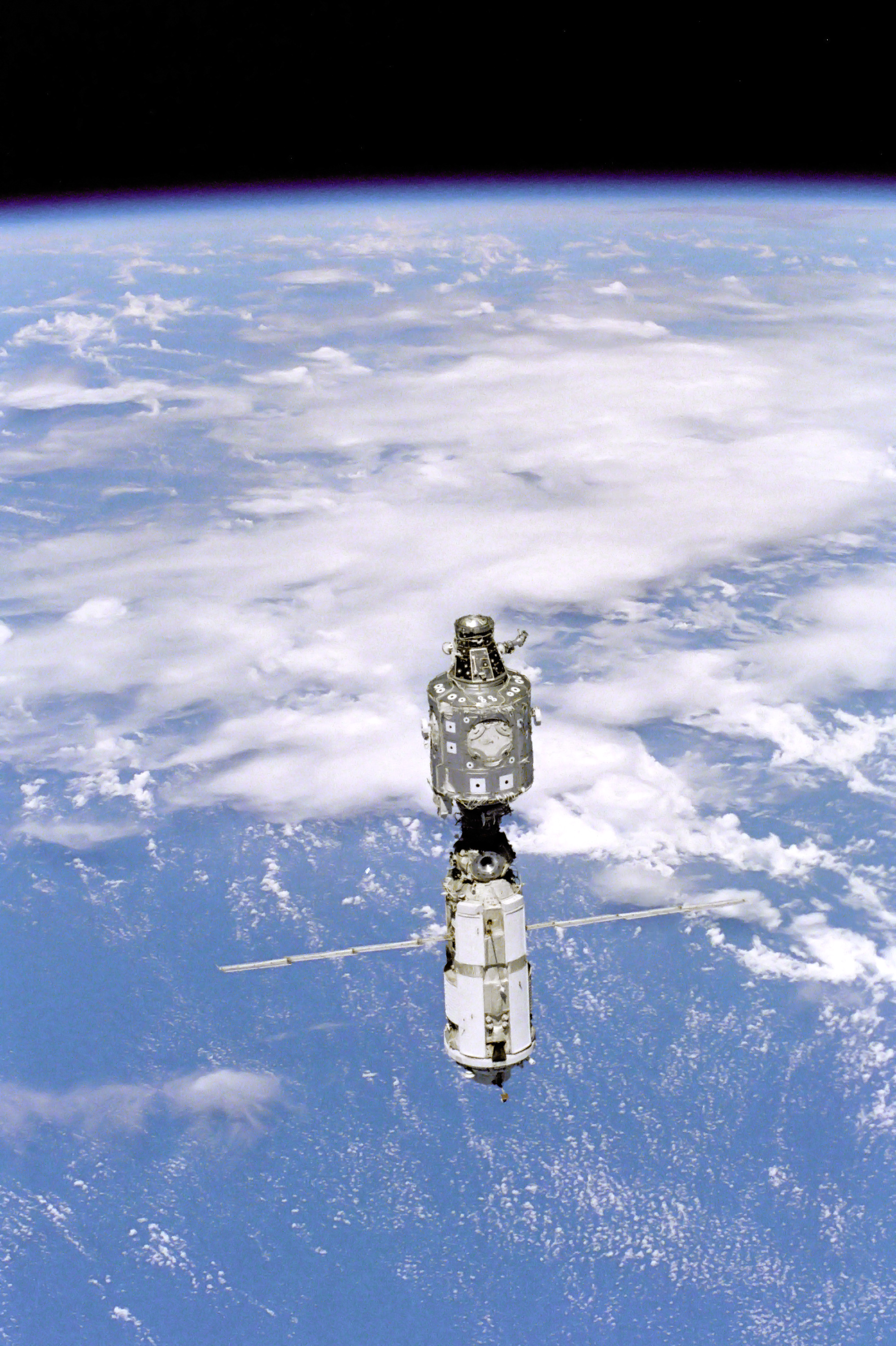
Baufortschritt der Internationalen Raumstation

- Caracas/Venezuela: Hugo Chávez von der Bewegung für eine Fünfte Republik gewinnt die Präsidentschaftswahl mit einer Antikorruptions- und Antiarmutskampagne, die ihm 56 % der Wählerstimmen einbringt. Er verspricht die Umsetzung einer Bolivarischen Revolution als notwendigen Schritt auf dem Weg zum Sozialismus des 21. Jahrhunderts.[6]
- Libreville/Gabun: Omar Bongo wird nach demokratischen Wahlen erneut Staatspräsident. Er kam bereits im Jahr 1967 an die Macht und füllt das Amt seither ohne Unterbrechung aus.[7][8]
- Orbit: Astronauten der Raumfähre Endeavour der Weltraumorganisation NASA verbinden auf der Mission STS-88 die beiden ersten Teile der Internationalen Raumstation.[9]

### Montag, 7. Dezember 1998
- Berlin/Deutschland: Das erste Treffen des vom neuen Bundeskanzler Gerhard Schröder (SPD) initiierten Bündnisses für Arbeit, Ausbildung und Wettbewerbsfähigkeit zur Reduzierung der Arbeitslosigkeit und Reform der Sozialversicherung findet statt. Für das Jahr 1998 wird die durchschnittliche Arbeitslosenzahl auf 4,28 Millionen Menschen geschätzt.[10]

### Dienstag, 8. Dezember 1998
- Brüssel/Belgien: Die Außenministerin der Vereinigten Staaten, des NATO-Vertragsstaats mit der größten militärischen Schlagkraft, Madeleine Albright äußert sich zu den Gedanken des deutschen Ministers des Auswärtigen Joschka Fischer über eine Reduktion von Atomwaffen dahingehend, dass sie eine Überprüfung der Vor- und Nachteile von Kernwaffen als nicht notwendig ansieht.[11]
- Provinz Chlef/Algerien: Im Bürgerkrieg töten bewaffnete radikal-islamistische Kämpfer 81 Dorfbewohner in der Gegend um die Stadt Tadjena und nehmen 20 Frauen als Gefangene.[12]

### Mittwoch, 9. Dezember 1998

- Hamburg/Deutschland: Die Einzelhandelskette Wal-Mart übernimmt von der Spar Handels-AG 74 SB-Warenhäuser sowie die Firmenzentrale von Interspar. In den Vereinigten Staaten steht Wal-Mart anhaltend wegen des Umgangs mit seinen Mitarbeitern in der Kritik.[13]

### Donnerstag, 10. Dezember 1998
- New York/Vereinigte Staaten: Liechtenstein hinterlegt bei den Vereinten Nationen seine Beitrittsurkunde zum UNO-Pakt II, am selben Tag hinterlegt Südafrika seine Ratifikation des Vertrags. Er garantiert u. a. das Recht auf Leben und persönliche Freiheit. Die Interpretation dieser Rechte unterliegt der Souveränität der einzelnen Staaten.[14]
- Sofia/Bulgarien: Die Todesstrafe wird aus dem nationalen Recht gestrichen.[15]

### Freitag, 11. Dezember 1998
- Surat Thani/Thailand: Ein Flugzeug vom Typ Airbus A310 der Fluggesellschaft Thai Airways stürzt während des Landeanflugs etwa 4 km vor dem Flughafen ab und explodiert. 101 Insassen sterben, 45 können gerettet werden.[16]

### Samstag, 12. Dezember 1998
- Houston/Vereinigte Staaten: Mit den Lebendgeburten der so genannten „Babies B, C, D, E, F, G, H“ kommen zum ersten Mal in der Geschichte der Medizin nachweislich Achtlinge zur Welt. „Baby A“ gebar die Mutter bereits am 8. Dezember.[17]
- Leipzig/Deutschland: Auf der Bundesdelegiertenversammlung von Bündnis 90/Die Grünen werden Gunda Röstel und Antje Radcke gleichberechtigt als Bundesvorstandsprecherinnen der Partei gewählt. Radcke löst in dieser Funktion Jürgen Trittin ab, während Röstel schon seit 1996 amtiert.[18]
- Wien/Österreich: Der zweitägige Gipfel der Staats- und Regierungschefs der Mitgliedstaaten der Europäischen Union (EU) endet u. a. mit einem Bekenntnis zum Subsidiaritätsprinzip. Die Institutionen der EU sollen den Mitgliedstaaten künftig „die Wahl der Form und Mittel“ bei der Ausgestaltung von EU-Richtlinien überlassen.[19]

### Sonntag, 13. Dezember 1998
- San Juan/Puerto Rico: Die puerto-ricanischen Wähler sprechen sich zum zweiten Mal binnen zehn Jahren gegen einen Status ihres Lands als Bundesstaat der Vereinigten Staaten aus, aber auch gegen den gegenwärtigen Status als US-Außengebiet, gegen eine staatliche Unabhängigkeit und gegen eine freie Assoziation mit den USA. Somit bleibt dieser Teil der Großen Antillen weiterhin ein US-Außengebiet.[20]

### Montag, 14. Dezember 1998
- Conakry/Guinea: Bei den Präsidentschaftswahlen wird Staatspräsident Lansana Conté von der Partei für Einheit und Fortschritt mit 56,1 % der Stimmen in seinem Amt bestätigt.[21]
- Gazastreifen/Palästinensische Autonomiegebiete: Bill Clinton besucht als erster US-Präsident die palästinensischen Autonomiegebiete. Vor dem Palästinensischen Nationalrat vertritt er die Meinung, dass die Palästinensische Befreiungsorganisation alle Passagen aus ihrer Nationalcharta streichen sollte, die dem Staat Israel das Existenzrecht absprechen.[22]

### Dienstag, 15. Dezember 1998
- Algier/Algerien: Präsident Liamine Zéroual ernennt den ehemaligen Generalsekretär der Partei Nationale Befreiungsfront Smail Hamdani zum Premierminister. Gestern trat Hamdanis Amtsvorgänger Ahmed Ouyahia von der Nationalen Demokratischen Sammlung wegen der schwierigen politischen Lage und der Wirtschaftskrise zurück.[23][24]

### Mittwoch, 16. Dezember 1998

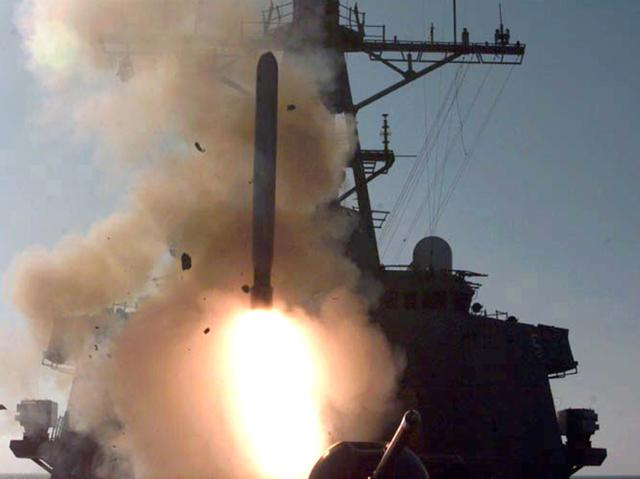
Eine BGM-109 Tomahawk wird auf einem Lenkwaffen-Zerstörer Richtung Irak abgefeuert

- Irak: Im Rahmen der Operation Desert Fox (deutsch Operation Wüstenfuchs) beginnen die Vereinigten Staaten und das Vereinigte Königreich mit Luftschlägen gegen den Irak. Die Angriffe haben das Ziel, die mutmaßlichen irakischen Möglichkeiten zur Herstellung von Massenvernichtungswaffen zu verringern.[25]

### Freitag, 18. Dezember 1998
- Bern/Schweiz: Die Bundesversammlung beschließt die neue Bundesverfassung der Schweizerischen Eidgenossenschaft. Das Wahlvolk wird im Jahr 1999 über die Annahme der Verfassung entscheiden.[26]
- Bonn/Deutschland: Der Bundesrat billigt den Einstieg in die Änderung der Steuergesetzgebung und stimmt den Reformgesetzen im Bereich der Renten-, Arbeits- und Gesundheitspolitik zu.[27]

### Samstag, 19. Dezember 1998
- Washington, D.C./Vereinigte Staaten: Gegen US-Präsident Bill Clinton (Demokratische Partei) beginnt im Repräsentantenhaus aufgrund der Lewinsky-Affäre ein Verfahren wegen Amtsvergehen. Wird Clinton in dessen Verlauf schweres Fehlverhalten nachgewiesen, kann er seines Amts enthoben werden.[28]

### Sonntag, 20. Dezember 1998
- Irak: Die Luftangriffe der Operation Desert Fox (deutsch Wüstenfuchs) der Vereinigten Staaten und des Vereinigten Königreichs gegen circa 100 Ziele im Land finden ihr Ende. Die Aktion folgte auf die Weigerung des diktatorisch regierenden Präsidenten Saddam Hussein, die irakische Waffenherstellung von Mitarbeitern der Vereinten Nationen inspizieren zu lassen.[29]
- Peking/China: Der Regimekritiker Liu Nianchun wird mit der Begründung, dass sein Gesundheitszustand keinen Freiheitsentzug mehr erlaube, vorzeitig aus der Haft entlassen. Er trifft noch am selben Tag in New York, Vereinigte Staaten, ein.[30][31]

### Montag, 21. Dezember 1998
- Jerusalem/Israel: Das Parlament beschließt seine Selbstauflösung und vorgezogene Neuwahlen in der ersten Hälfte des kommenden Jahres. Ministerpräsident Benjamin Netanjahu von der Partei Zusammenschluss scheiterte zuvor in Koalitionsgesprächen mit der Arbeiterpartei. Im Mittelpunkt der Verhandlungen stand das Wye-Abkommen über den Abzug der Streitkräfte Israels aus dem Westjordanland.[32]

### Dienstag, 22. Dezember 1998
- Bonn/Deutschland: Der Bundesminister für Umwelt Jürgen Trittin (Bündnis 90/Die Grünen) setzt die Satzungen der Reaktorsicherheits- und der Strahlenschutzkommission außer Kraft. Die Gremien sollen neu zusammengestellt werden, wenn neue Satzungen ausgearbeitet und wirksam sind.[33]

### Donnerstag, 24. Dezember 1998

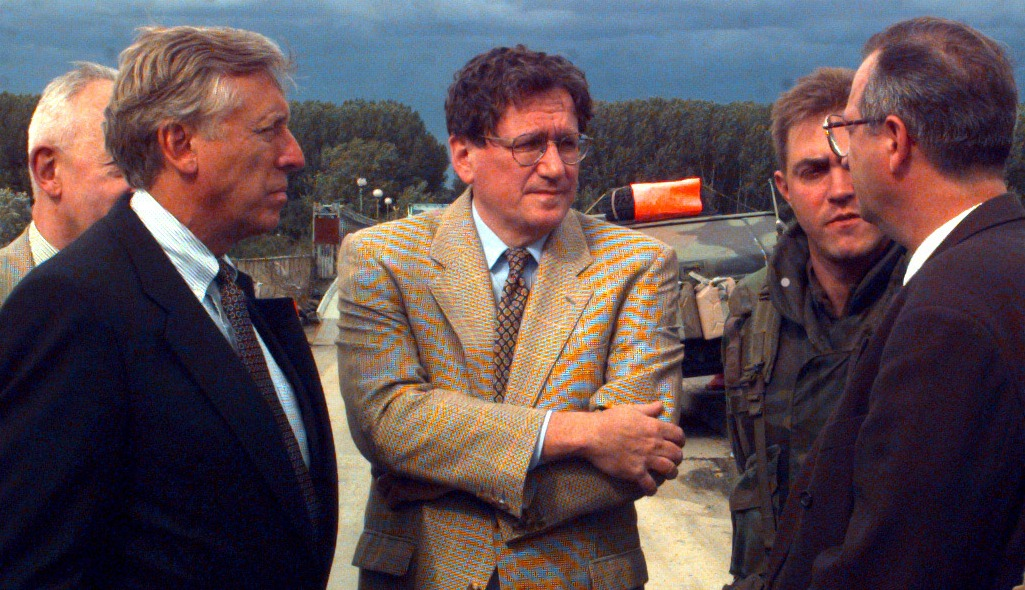
Richard Holbrooke (Mitte)

- Priština/Jugoslawien: Nach vermehrten Übergriffen beider Konfliktparteien im Krieg im Kosovo auf serbische beziehungsweise kosovarische Zivilisten erklären die bewaffneten Kämpfer der kosovo-albanischen UÇK den Waffenstillstand für aufgehoben. Die Friedensbemühungen des Sonderbeauftragten der Vereinigten Staaten Richard Holbrooke gelten durch die Nichteinhaltung des Waffenstillstands als gescheitert.[34]

### Freitag, 25. Dezember 1998
- Pailin/Kambodscha: Khieu Samphan, Staatsoberhaupt von 1976 bis 1979, und Nuon Chea, Bruder des Rote-Khmer-Anführers Pol Pot, verfassen an ihrem Rückzugsort an der Grenze zu Thailand eine Nachricht an die kambodschanische Regierung, in der sie sich zu einer juristischen Aufarbeitung des Völkermords in Kambodscha und anderer Vergehen während der sozialistischen Regierungsperiode des Landes bereiterklären.[35]

### Samstag, 26. Dezember 1998
- Tasmansee/Australien: Während der Sydney-Hobart-Regatta kommen bei einem Sturm sechs Teilnehmer ums Leben. Fünf Yachten müssen aufgegeben werden.[36]

### Dienstag, 29. Dezember 1998
- Phnom Penh/Kambodscha: Der 72-jährige Nuon Chea und der 67-jährige Khieu Samphan, zwei Führer der Roten Khmer, bitten ihre Landsleute um Entschuldigung für den Völkermord in Kambodscha. Beginnend in den 1970er Jahren veranlasste die Führung der Roten Khmer die Ermordung von 1,4 bis 2,2 Millionen Menschen. Chea und Samphan weilen auf Einladung in Phnom Penh und hoffen auf Straferlass oder -milderung.[37]

### Donnerstag, 31. Dezember 1998
- Frankfurt am Main/Deutschland: Die Wechselkurse der Währungen jener Länder zum Euro werden festgelegt, die nach der Umstellung von der Europäischen Währungseinheit ECU auf Euro am 1. Januar 1999 die europäische Gemeinschaftswährung als amtliches Buchgeld einführen werden. Die so genannte „Eurozone“ wird aus elf Ländern bestehen, darunter Deutschland und Österreich. Die Europäische Union befürwortet die sukzessive Erweiterung der Zone in den kommenden Jahren.[38]
- Norden/Deutschland: Nach circa 100 Jahren Seefunkdienst für die Schifffahrt in den Gewässern vor der deutschen Küste stellt die Küstenfunkstelle Norddeich Radio um Mitternacht ihren Betrieb ein. Zuvor übergab sie die Anrufkanäle auf Ultrakurzwelle der Seenotleitung Bremen.[39]

## Weblinks

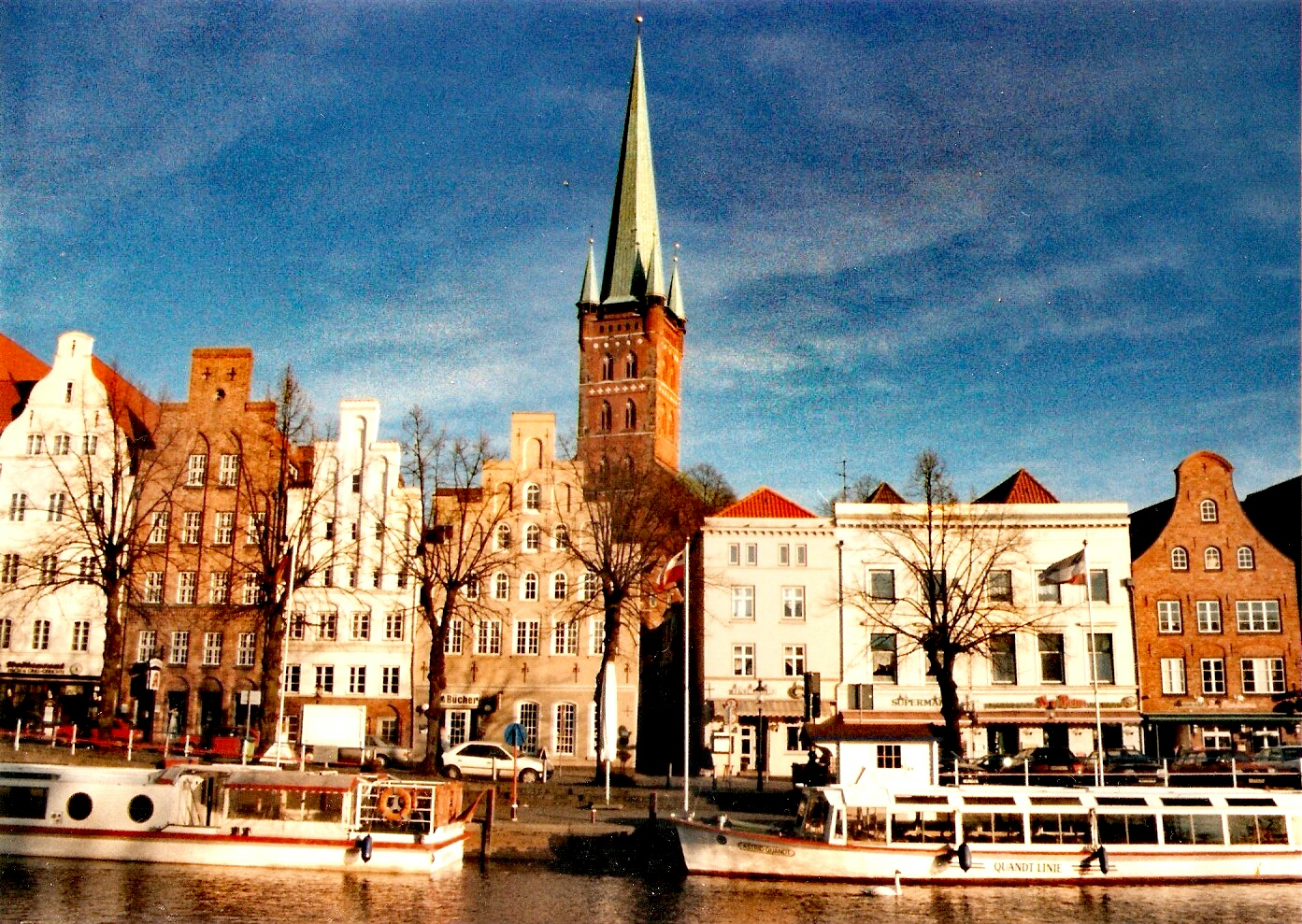
Schleswig-Holstein im Dezember 1998